# Griechisch-zyprische Beziehungen
Die Griechisch-zyprische Beziehungen sind das zwischenstaatliche Verhältnis zwischen Griechenland und der Republik Zypern. Die Insel Zypern ist seit der Antike eng mit der griechischen Welt verbunden und knapp vier Fünftel der Einwohner gehört heute der Gruppe der Zyperngriechen an, welche sich kulturell den Griechen zugehörig fühlen. Seit der Teilung Zyperns 1974 ist Griechenland der wichtigste Verbündete der Republik Zypern in Südzypern. Griechenland unterstützt das Land diplomatisch, insbesondere in der Zypernfrage und bei der Vertretung gemeinsamer Interessen in internationalen Organisationen. Sowohl Griechenland als auch Zypern sind Mitglied der Europäischen Union und anderer multilateraler Zusammenschlüsse, was ihre Kooperation zusätzlich vertieft. Beide Länder sind außerdem Teil einer gemeinsamen Militärallianz, obwohl das türkische Veto bisher die Aufnahme Zyperns in die NATO verhindert hat.

## Geschichte

### Antike und byzantinische Zeit

Griechisches Siedlungsgebiet Mitte des 6. Jahrhunderts v. Chr.

Bereits im 2. Jahrtausend v. Chr. ließen sich mykenisch-achäische Griechen dauerhaft auf Zypern nieder und brachten ihre Sprache sowie Kultur auf die Insel. Dadurch wurde Zypern Teil der antiken griechischen Welt und behielt trotz späterer Fremdherrschaften eine überwiegend griechische Identität. Laut der griechischen Mythologie war die Insel der Geburtsort von Aphrodite, der griechischen Göttin der Liebe, Schönheit und Begierde. Nach Eroberung durch Alexander den Großen (333 v. Chr.) gehörte Zypern zum hellenistischen Reich der Ptolemäer und gelangte anschließend unter römische Kontrolle. In der Spätantike wurde Zypern ein Bestandteil des Oströmischen (Byzantinischen) Reiches, was die Bindungen an griechische Sprache und Orthodoxie weiter festigte. Obwohl die Insel während der byzantinischen Zeit zeitweise arabischen Einfällen ausgesetzt war und später (1192–1571) unter der Herrschaft der fränkischen Lusignan-Dynastie und Venedigs stand, blieb die griechisch-zyprische Bevölkerung kulturell und sprachlich prägend. Bis zur Eroberung durch das Osmanische Reich im Jahr 1571 hatte sich Zypern somit als integraler Bestandteil der griechischen Kultursphäre etabliert. 

### Osmanische Zeit

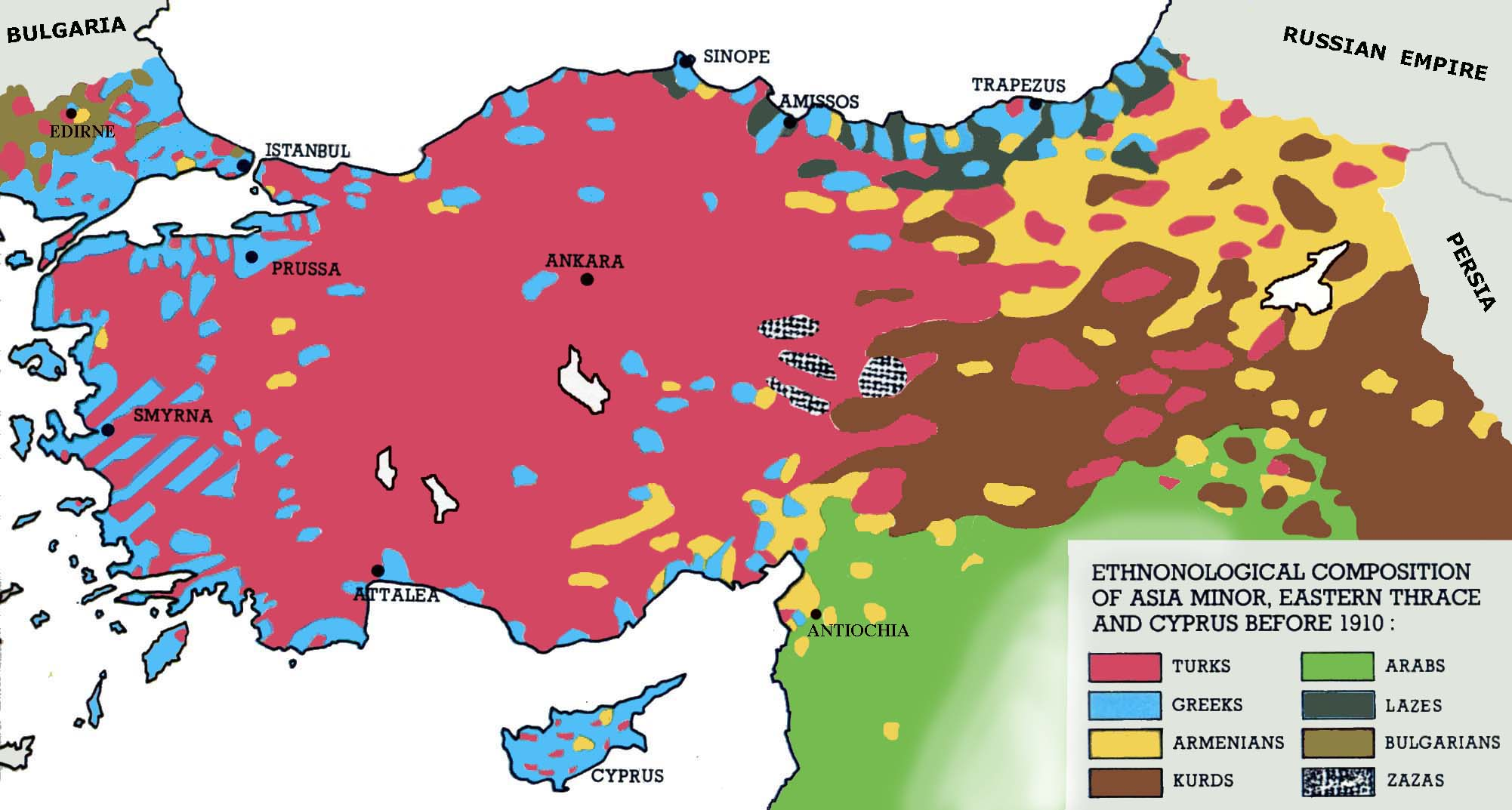
Ethnologische Karte 1910, die osmanischen Griechen in Blau

Zypern stand von 1571 bis 1878 unter osmanischer Herrschaft. Die osmanische Verwaltung beließ dem orthodoxen Erzbischof als Ethnarchen die Führung der griechisch-zyprischen Gemeinschaft, wodurch Sprache, Religion und griechisches Brauchtum der Mehrheitsbevölkerung bewahrt blieben. Im Zuge des Griechischen Unabhängigkeitskrieges von 1821 kam es auch auf Zypern zu Spannungen: Die osmanischen Behörden verdächtigten die einheimischen Griechen der Unterstützung der Revolution und ließen am 9. Juli 1821 Erzbischof Kyprianos sowie fast 500 weitere prominente griechische Zyprer hinrichten. Trotz solcher Repressionen hielt die griechisch-zyprische Bevölkerung an ihrer nationalen Orientierung fest. Nachdem Griechenland 1830 seine Unabhängigkeit erlangt hatte, wuchs auch unter den Zyprern der Wunsch nach Anschluss an den griechischen Staat (Enosis). Im 19. Jahrhundert schürten Ideen der griechischen Nationalbewegung und die Erinnerung an die während der osmanischen Ära erfahrene Unterdrückung diese Aspiration. Die osmanische Herrschaft endete schließlich infolge geopolitischer Vereinbarungen: 1878 wurde Zypern im Rahmen der Zypernkonvention an das Britische Weltreich zur Verwaltung übergeben, welches die Insel 1914 annektierte. Bei der ersten britischen Volkszählung 1881 lebten auf Zypern ca. drei Viertel Zyperngriechen, während Zyperntürken einen Anteil von knapp 24 Prozent hatten.

### Britische Kolonialzeit und Unabhängigkeit
Unter britischer Kolonialherrschaft (1878–1960) artikulierten die griechischen Zyprer zunehmend ihren Wunsch der Vereinigung mit Griechenland. Bereits bei der Ankunft der Briten 1878 hofften viele Zyprer, Großbritannien würde die Insel nach dem Vorbild der Abtretung der Ionischen Inseln an Griechenland (1864) früher oder später freigeben. Die Orthodoxe Kirche und weltliche Repräsentanten reichten Memoranden ein und führten Delegationen nach London, doch die Kolonialmacht lehnte solche Forderungen aufgrund der strategischen Bedeutung der Insel ab.  Ein historisches Angebot unterbreiteten die Briten im Ersten Weltkrieg: 1915 bot London der griechischen Regierung Zypern als Gegenleistung für den Kriegseintritt auf Seiten der Entente an, jedoch lehnte die neutrale Regierung in Athen (unter Premier Alexandros Zaimis) das Angebot ab.

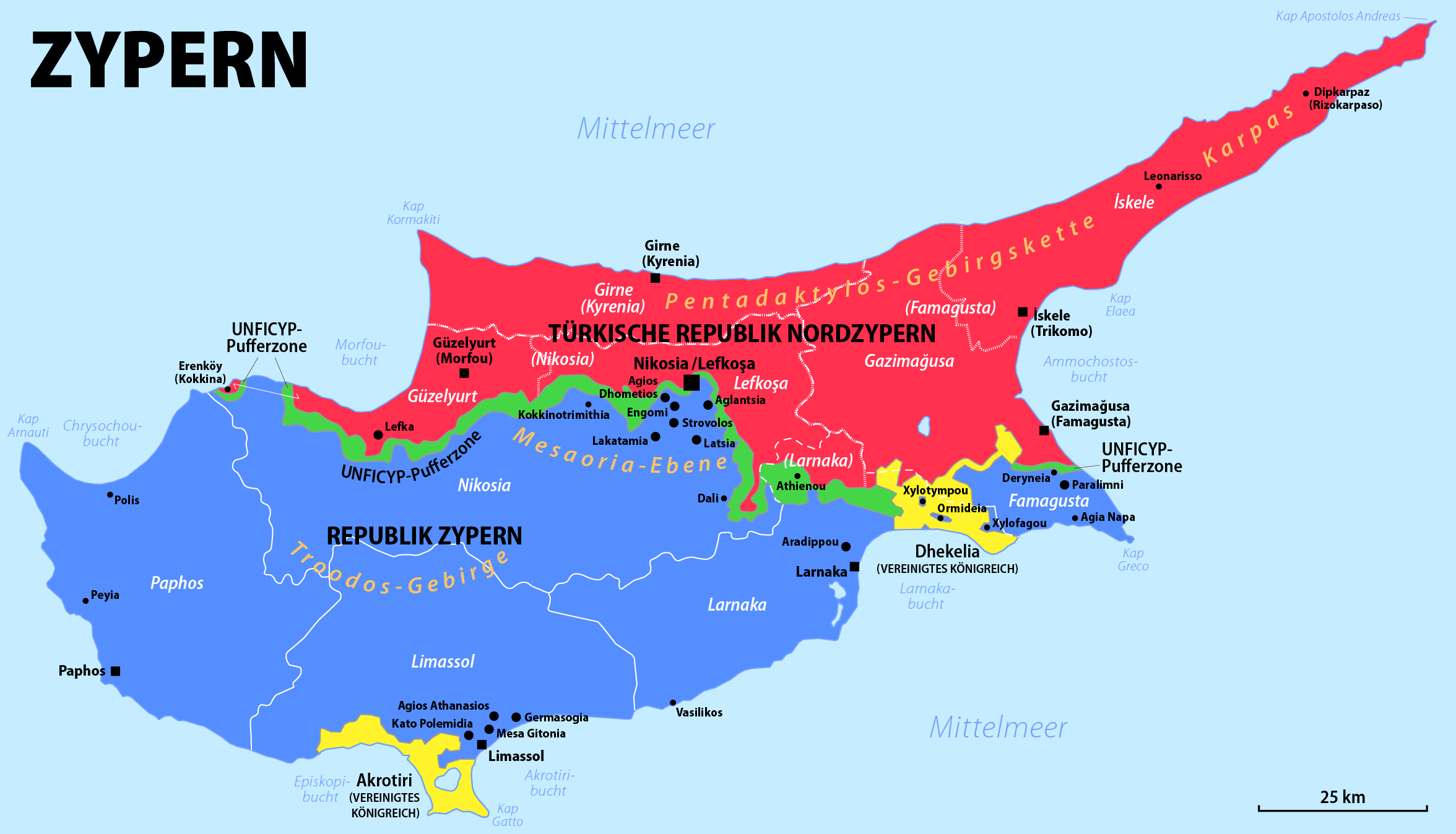
Das geteilte Zypern mit UN-Pufferzone und britischen Militärbasen

Nach dem Zweiten Weltkrieg eskalierte der Konflikt um Zypern. Griechenland brachte ab 1954 die Zypernfrage vor die Vereinten Nationen und pochte auf das Selbstbestimmungsrecht der Zyprer. Gleichzeitig formierte sich auf der Insel die Untergrundorganisation EOKA unter Führung des Offiziers Georgios Grivas und mit Unterstützung von Erzbischof Makarios III., die ab 1955 einen bewaffneten Aufstand gegen die Kolonialmacht führte. Die EOKA kämpfte für die Beendigung der britischen Herrschaft und strebte letztlich die Union mit Griechenland an (Enosis). Der Guerillakrieg dauerte bis 1959 und zwang alle Beteiligten, von der Maximalforderung abzurücken. Im Februar 1959 einigten sich Großbritannien, Griechenland und die Türkei im Zürcher und Londoner Abkommen auf die Unabhängigkeit Zyperns in Form einer bi‐kommunalen Republik. Griechenland und die Türkei übernahmen als Garantiemächte vertraglich die Wahrung der Unabhängigkeit und verankerten ihren Einfluss durch das Recht, jeweils ein Kontingent eigener Truppen auf Zypern zu stationieren und bei Bedarf auf der Insel zu intervenieren.
Am 16. August 1960 wurde die Republik Zypern offiziell gegründet. In den ersten Jahren der Unabhängigkeit kam es jedoch zu interkommunalen Spannungen und Gewalt zwischen der griechisch- und türkisch-zyprischen Bevölkerungsgruppe. Griechenland unterstützte die junge Republik politisch und entsandte im Rahmen des Allianzvertrags auch militärische Berater. Ab 1967 übte die in Athen regierende griechische Militärjunta wachsenden Einfluss in Zypern aus und förderte progriechische Hardliner. Diese Spannungen kulminierten am 15. Juli 1974 in einem Putsch der zyprischen Nationalgarde gegen Präsident Makarios, der von der Athener Junta organisiert und angeleitet wurde. Fünf Tage später, am 20. Juli 1974, intervenierte die Türkei unter Berufung auf den Garantievertrag (Operation Atilla) militärisch auf Zypern und besetzte innerhalb weniger Wochen den Norden der Insel. Durch diese türkische Invasion wurde Zypern faktisch geteilt; rund 37 % des Staatsgebiets gerieten unter Kontrolle der türkischen Streitkräfte, was eine massive Vertreibungswelle der griechischen Zyprer aus dem Norden auslöste, die durch türkische Siedler ersetzt wurden.

### Beziehungen nach 1974

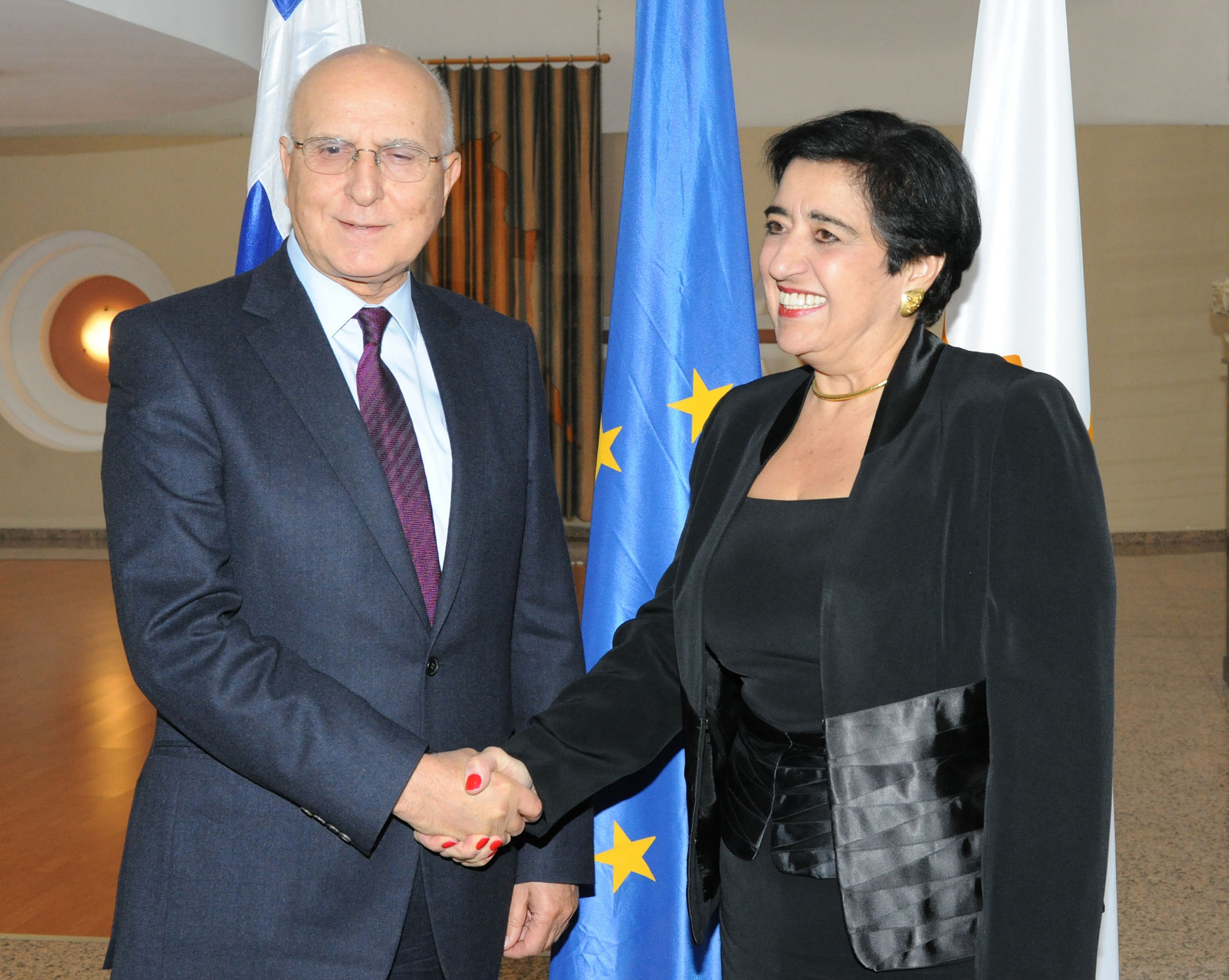
Der griechische Außenminister Stavros Dimas mit seiner zyprischen Amtskollegin Erato Kozakou-Markoullis (2011)

Nach dem Sturz der Militärdiktatur 1974 kehrte Griechenland zur Demokratie zurück und verfolgte in der Zypernfrage nun eine konsequent unterstützende Haltung gegenüber der Republik Zypern. Athen verurteilte die türkische Besetzung des Nordens Zyperns und verlangte in allen internationalen Gremien den Respekt der Souveränität und territorialen Integrität der Republik. In den folgenden Jahrzehnten entwickelten Griechenland und Zypern eine enge sicherheitspolitische Kooperation. 1993 beschlossen beide Regierungen eine gemeinsame Verteidigungsdoktrin, die Zypern in den griechischen Verteidigungsraum einbezog und festlegte, dass jeder türkische Angriff auf Zypern als casus belli für Griechenland gelten würde. Parallel intensivierten die Länder ihre diplomatische Abstimmung: Griechenland unterstützte Zypern nachdrücklich bei der Annäherung an die Europäischen Gemeinschaften. In den 1990er Jahren drohte Athen sogar mit einem Veto gegen die EU-Osterweiterung, falls Zypern nicht in der ersten Beitrittsrunde berücksichtigt würde. Diese Haltung trug dazu bei, dass die EU 1999 zusicherte, einen ungelösten Zypernkonflikt nicht als Beitrittshindernis zu werten. Folglich wurde die Republik Zypern – mit griechischer Rückendeckung – 2004 gemeinsam mit weiteren Staaten Mitglied der EU.
Seither koordinieren Griechenland und Zypern ihre Außen- und Europapolitik eng. Beide Staaten lehnen die seit 2020 von der Türkei propagierte Zwei-Staaten-Lösung für Zypern strikt ab und bestehen auf dem etablierten Rahmen einer bizonal-bikommunalen Föderation gemäß den UN-Resolutionen. Gemeinsam fordern Athen und Nikosia zudem den Abzug der türkischen Truppen sowie die Abschaffung des überholten Garantiemächte-Systems im Zuge einer Lösung. So bekräftigten der griechische Premierminister Kyriakos Mitsotakis und die zyprische Führung 2021 erneut, dass nur eine Wiedervereinigung in Form einer föderalen Republik mit politischer Gleichberechtigung beider Gemeinschaften infrage kommt. Über die Zypernfrage hinaus arbeiten Griechenland und Zypern im östlichen Mittelmeer verstärkt mit gleichgesinnten Nachbarn zusammen: Seit 2014 etablieren sie trilaterale Bündnisse mit Ländern wie Israel und Ägypten, um regionale Stabilität, Energiekooperation (z. B. im East Mediterranean Gas Forum) und Sicherheit zu fördern.

## Wirtschaftsbeziehungen
Griechenland und Zypern unterhalten aufgrund ihrer geographischen, kulturellen und politischen Nähe intensive Wirtschaftsbeziehungen. Griechenland zählt zu Zyperns wichtigsten Handelspartnern: So ist Zypern regelmäßig unter den drei größten Exportmärkten für griechische Waren (2024 beliefen sich die griechischen Ausfuhren nach Zypern auf rund 3 Milliarden US-Dollar). Umgekehrt importiert auch Zypern viele Güter und Dienstleistungen aus Griechenland, insbesondere Lebensmittel, Baumaterialien, Konsumgüter sowie touristische Leistungen. Beide Länder profitieren vom gemeinsamen europäischen Binnenmarkt und der Einführung des Euro (Griechenland 2001, Zypern 2008), wodurch Handel und Investitionen erleichtert wurden. Griechische Unternehmen sind stark im zyprischen Markt engagiert, etwa im Bankensektor, im Baugewerbe und im Tourismus. Zugleich investieren zyprische Firmen – vor allem aus dem Finanz- und Schifffahrtssektor – in Griechenland. Die enge Verflechtung zeigte sich während der griechischen Staatsschuldenkrise: Der Schuldenschnitt für griechische Staatsanleihen 2012 traf zyprische Banken schwer und führte zu Abschreibungen von über 4 Mrd. € (rund 60 % ihres Eigenkapitals), was mitursächlich die Bankenkrise in Zypern 2013 auslöste.
Im Energiebereich arbeiten Griechenland und Zypern ebenfalls eng zusammen. Gemeinsam mit Partnern wie Israel und den USA fördern sie die Erschließung von Erdgasfeldern im östlichen Mittelmeer und planen Infrastrukturprojekte wie die EastMed-Pipeline zur Gaslieferung nach Europa.

## Kultur und Migration
Die kulturellen Verbindungen zwischen Griechenland und Zypern sind äußerst eng, da die Bevölkerung Zyperns (zu rund 78 % griechisch-zyprisch) ethnisch, sprachlich und religiös zum griechischen Kulturraum gehört. Griechisch ist Amtssprache der Republik Zypern und die überwiegende Mehrheit der Zyprer gehört – wie die Griechen – der griechisch-orthodoxen Kirche an. Gemeinsam begangene Traditionen und Feiertage unterstreichen diese Verbundenheit: So ist der griechische Unabhängigkeitstag (25. März) auf Zypern offizieller Feiertag, an dem Schulen, Behörden und viele Geschäfte geschlossen bleiben. Griechische Medien (Fernsehen, Musik, Literatur) sind fester Bestandteil des Alltags auf Zypern, und zahlreiche zyprische Künstler und Studierende wirken in Griechenland. Allgemein gibt es einen intensiven Bildungsaustausch: Von den rund 21.000 zyprischen Studenten im Ausland 2008/09 waren fast 60 % an Hochschulen in Griechenland eingeschrieben. Gleichzeitig studieren und arbeiten viele Griechen in Zypern, insbesondere seit beide Länder der EU angehören und Personenfreizügigkeit genießen. In der Republik Zypern stellen griechische Staatsbürger eine der größten Ausländergruppen, was sich etwa in der Präsenz griechischer Lehrer, Universitätsdozenten, Unternehmer und Fachkräfte widerspiegelt.
Familiäre Bindungen über die Ägäis hinweg sind ebenfalls häufig, da etliche Zyprer im Laufe des 20. Jahrhunderts in Griechenland geheiratet, studiert oder sich dort dauerhaft niedergelassen haben. Die Migration verläuft indes in beide Richtungen: Gerade nach der Teilung der Insel 1974 fanden einige tausend griechische Zyprer Zuflucht in Griechenland, während in jüngerer Zeit auch griechische Arbeitnehmer aufgrund besserer Jobperspektiven nach Zypern gezogen sind. Die kulturelle Deckungsgleichheit spiegelt sich zudem im Bildungssystem wider – Griechenland ist seit jeher Vorbild für das zyprische Bildungswesen und zyprische Schulbücher, Lehrpläne sowie Hochschulabschlüsse sind eng an die griechischen Standards angelehnt.